# Pierce Brosnan
Pierce Brendan Brosnan (Drogheda, 16 maggio 1953) è un attore e produttore cinematografico irlandese naturalizzato statunitense.
Ha iniziato la sua carriera come attore televisivo, raggiungendo un grande successo con la serie investigativa statunitense Mai dire sì (Remington Steele), in cui ha recitato dal 1982 al 1987. In seguito ha preso parte a film come Quarto protocollo e Mrs. Doubtfire - Mammo per sempre. Nel 1995 è stato ingaggiato nel ruolo del celebre agente segreto James Bond, che ha riportato al successo dopo un periodo di stallo. Ha ricoperto i panni di 007 in quattro film, fino al 2002. Altre importanti pellicole a cui ha preso parte sono Mars Attacks!, L'amore ha due facce, Dante's Peak - La furia della montagna, Robinson Crusoe, Gioco a due (remake del film del 1968 Il caso Thomas Crown con Steve McQueen), Laws of Attraction - Matrimonio in appello, The Matador, Mamma Mia!, L'uomo nell'ombra, Remember Me, Mamma Mia! Ci risiamo e Black Adam.
Ha una stella sulla Hollywood Walk of Fame, al numero 7021. Nel 2003 è stato insignito del titolo di Ufficiale dell'Ordine dell'Impero britannico (OBE) dalla regina Elisabetta II del Regno Unito per il suo "eccezionale contributo all'industria cinematografica britannica" e "per aver aggiunto, nelle sue interpretazioni di James Bond, stile e glamour all'immagine della Gran Bretagna nel mondo". Nello stesso anno Brosnan ha avviato le pratiche per ottenere la cittadinanza statunitense, che gli è stata conferita nel 2004.

## Biografia

### Primi anni
Figlio unico nato nel 1953 a Drogheda, Contea di Louth, in Irlanda, Brosnan si trasferisce con i suoi genitori a Navan, Contea di Meath. Qui il giovane Pierce viene istruito nella Congregazione irlandese dei Fratelli Cristiani, istituzione della quale in seguito l'attore condannerà l'eccessiva severità. Ben presto suo padre abbandona la famiglia e la madre decide così di andare a vivere a Londra per lavorare; nel 1964, all'età di undici anni, Pierce la raggiunge. In seguito la madre chiede il divorzio e sposa un uomo scozzese, un ex soldato veterano della Seconda guerra mondiale, che viene accolto da Pierce come figura paterna. All'età di sedici anni un agente del circo vede Brosnan esibirsi come mangiatore di fuoco e decide di ingaggiarlo. Il futuro James Bond inizia così a studiare per diventare un attore al Drama Centre di Londra.

### Inizio della carriera
Nei primi anni ottanta Brosnan si trasferisce negli Stati Uniti, dove diventa in pochi anni una star della televisione, soprattutto grazie alla miniserie Manions of America, cui segue, a partire dal 1982, il ruolo da protagonista nella popolare serie investigativa Mai dire sì (titolo originale: Remington Steele) sulla NBC. In quegli anni, prima ancora che la serie fosse finita, Brosnan riceve l'offerta di interpretare il ruolo dell'agente segreto James Bond, ma non riesce a rescindere il suo contratto.

### James Bond (1995-2002)

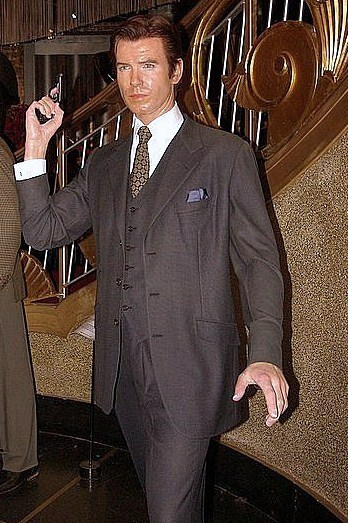
Statua di cera raffigurante Pierce Brosnan nei panni di James Bond da Madame Tussauds a Londra

Nel 1986 Roger Moore, dopo aver interpretato il ruolo di James Bond in ben sette film fin dai primi anni settanta, abbandona la parte. Per la sua successione si pensa a Pierce Brosnan, il quale però è ancora sotto contratto con la serie televisiva Mai dire sì, ripresa dopo una prima cancellazione. Il ruolo del celebre agente segreto passa così a Timothy Dalton.
Il secondo film con Dalton, 007 - Vendetta privata del 1989, si rivela una totale delusione al botteghino americano, e alcune dispute legali riguardo alla proprietà della licenza del film portano alla cancellazione di una possibile terza parte con Dalton prevista per il 1991 (il titolo doveva essere The Property of a Lady) e provocano inoltre alla serie un'interruzione di sei anni. Durante questo periodo, Dalton agisce su una clausola del suo contratto e si dimette. Nel 1994 viene così ingaggiato Pierce Brosnan.
La scelta di Brosnan per interpretare Bond porta a una rapida evoluzione nella carriera dell'attore, il quale in un'intervista dichiara di ispirarsi a Sean Connery, e in particolare alla sua formidabile interpretazione in Agente 007 - Missione Goldfinger.
Il contratto di Brosnan prevede la produzione di tre film con l'opzione per il quarto. L'attore fa la sua prima apparizione nelle vesti dell'agente 007 in GoldenEye (1995) con grande approvazione della critica, che giudica il Bond di Brosnan "più sensibile, più vulnerabile, più psicologicamente completo" rispetto a quelli precedenti. GoldenEye supera il doppio degli incassi del precedente film di Dalton nelle vendite al botteghino in tutto il mondo e raggiunge un successo che non si vedeva nei film di Bond fin dai tempi di Moonraker - Operazione spazio. Brosnan torna nella parte di Bond nel 1997 con Il domani non muore mai e nel 1999 con Il mondo non basta, riscuotendo di fatto lo stesso successo. Nel 2002 l'attore appare per la sua quarta ed ultima volta nei panni dell'agente segreto in La morte può attendere, film che, sebbene riceva recensioni contrastanti dalla critica, sbanca al botteghino, battendo tutti i precedenti film di Bond in termini di incasso mondiale.
Durante tutto il periodo in cui interpreta l'agente 007, Brosnan, conscio del pericolo di essere identificato nella figura del suo personaggio, chiede alla casa di produzione EON Productions che gli venga accordato il permesso di lavorare anche ad altri progetti. La richiesta viene accolta, e per ogni film della serie, Brosnan compare in almeno altri due importanti film, compresi alcuni da lui prodotti. In quel periodo si diffonde una voce secondo cui il contratto di Brosnan nella parte di Bond gli proibirebbe di indossare uno smoking in qualsiasi film che non riguardi 007; questa voce si dimostra totalmente infondata. Brosnan infatti interpreta un'ampia gamma di ruoli durante le sue apparizioni nei film di Bond, che vanno dallo scienziato pazzo in Mars Attacks! di Tim Burton fino al furbo e facoltoso uomo d'affari Thomas Crown in Gioco a due (remake di un celebre film del 1968 con Steve McQueen), passando per l'ecologista canadese Grey Owl nel film biografico omonimo.
All'inizio del 2004, Brosnan prende parte al videogioco James Bond 007: Everything or Nothing, prestando al personaggio tanto l'aspetto quanto la voce, come aveva già fatto in precedenza in 007 Nightfire del 2002. In seguito i media iniziano a domandarsi se Brosnan, ormai ultracinquantenne, vestirà ancora i panni di Bond. Inizialmente l'attore sembra intenzionato a mantenere la parte, affermando che gli piacerebbe eguagliare Sean Connery a quota sei interpretazioni. Tuttavia Brosnan è consapevole che anni addietro molti appassionati di 007 non erano contenti che Roger Moore interpretasse la parte dopo aver compiuto i cinquant'anni; in quel caso però Moore ricevette un grande sostegno dalla maggior parte della critica e del pubblico affinché proseguisse. Durante tutto il 2004, la situazione rimane incerta, tra chi sostiene che Brosnan andrà avanti nel ruolo di Bond e chi invece è convinto che si farà da parte in favore di un attore più giovane. Quest'ultima ipotesi viene inizialmente negata sia dalla EON Productions che dallo stesso Brosnan, il quale però nell'ottobre 2004 afferma: "È decisamente finita", dichiarando così di aver esaurito il suo ruolo da 007. Successivamente i media continuano a parlare della possibilità di un ritorno di Brosnan, ipotesi che viene definitivamente smentita dall'attore nel febbraio 2005 sul suo sito ufficiale. Nonostante questo, i giornali continuano a scrivere di voci circa presunte trattative ancora in corso tra Brosnan e i produttori, fino a quando, il 14 ottobre 2005, viene annunciato il nuovo James Bond: Daniel Craig, che farà la sua prima apparizione nel 2006 in Casino Royale.

### Ultimi anni di carriera

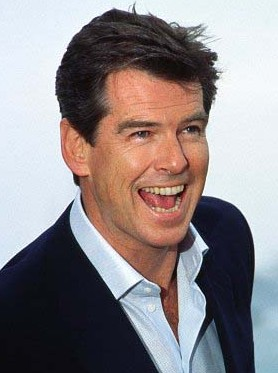
Pierce Brosnan al Festival di Cannes 2002

Nel dopo-Bond, Pierce Brosnan aderisce a pellicole che fanno parte di generi differenti, senza mai concentrarsi troppo su una specifica categoria cinematografica di film. Il primo ruolo è quello di un padre irlandese in lotta per l'affidamento dei propri figli, in Evelyn.
Segue poi quello dell'avvocato divorzista Daniel Rafferty nella commedia romantica Laws of Attraction - Matrimonio in appello con Julianne Moore (2004). Nel 2005 è la volta di The Matador, in cui Brosnan veste i panni di un assassino stanco e nevrotico che incontra un commesso viaggiatore in un bar messicano. Il film raccoglie il favore della critica, che definisce la prestazione di Brosnan "la migliore della sua carriera". L'attore viene nominato ai Golden Globe per la migliore interpretazione maschile in una commedia, ma viene battuto da Joaquin Phoenix per Quando l'amore brucia l'anima - Walk the Line. Nel 2007 Brosnan partecipa al film Arsenico e vecchi confetti, mentre nel 2008 fa coppia con Meryl Streep nell'adattamento cinematografico del famoso musical degli ABBA Mamma Mia! e nel suo seguito sequel-prequel Mamma Mia! Ci risiamo. Nel 2009 interpreta un primo ministro britannico caduto in disgrazia nel film L'uomo nell'ombra di Roman Polański, pellicola che vince l'Orso d'argento al Festival del cinema di Berlino. Successivamente Brosnan prende parte a una serie di commedie romantiche come Ma come fa a far tutto? (2011) con Sarah Jessica Parker e Love Is All You Need (2012) e a dei thriller d'azione come The November Man, Survivor e No Escape - Colpo di stato.
Nel 2021 ha ottenuto il ruolo del supereroe Dottor Fate (Kent Nelson) nel film del DC Extended Universe Black Adam, diretto da Jaume Collet-Serra, in uscita nelle sale il 20 ottobre 2022.

## Vita privata
Quando Brosnan frequentava le scuole superiori, il suo soprannome era the Irish, ovvero l'irlandese. 
È considerato uno degli attori più belli e affascinanti nel panorama cinematografico, doti che conserva pur avendo superato i 70 anni.
Nel 1980 Brosnan sposa l’attrice australiana Cassandra Harris, interprete nel film della saga di James Bond Solo per i tuoi occhi. Nel 1983 nasce il loro primo e unico figlio Sean. Della famiglia fanno parte anche i primi due figli di Cassandra, Charlotte e Christopher, che, dopo la morte del padre naturale, diventano a tutti gli effetti figli di Brosnan, prendendone il cognome. Grazie a loro, Brosnan diventa nonno nel 1998 a soli 45 anni. Nel 1991 Cassandra muore di cancro alle ovaie, dopo undici anni di matrimonio. Anche la figlia Charlotte muore dello stesso tumore il 28 giugno 2013 a 42 anni.
Nel 1994 Brosnan conosce la giornalista statunitense Keely Shaye Smith che sposa nel 2001. I due hanno due figli: Dylan (1997) e Paris (2001).

## Attivismo
Pierce Brosnan, che è rigorosamente vegetariano, fa parte dell'Advisory Board dell’organizzazione per la protezione della vita marina Sea Shepherd e definisce amico il loro fondatore Paul Watson. Quando Watson fu arrestato nel 2012, Brosnan fece una campagna per la sua liberazione. Alla fine decise di versare i 250.000 euro di cauzione richiesti dall'amministrazione della giustizia tedesca per la liberazione.
Nel 1995 ha boicottato la première francese di GoldenEye per mostrare solidarietà a Greenpeace nella protesta contro il programma di test nucleari francese nel Sud Pacifico.
Nel 2004 Brosnan è stato votato Best Dressed Environmentalist dalla Sustainable Style Foundation.
Insieme alla moglie e ad alcune stars internazionali, tra cui Daryl Hannah, Cindy Crawford e Halle Berry, si è battuto con successo contro la costruzione di un impianto di produzione di gas naturale sulla costa di Malibu. Nel 2007, il Governatore della California, Arnold Schwarzenegger, ha posto il veto alla costruzione della struttura.
Nel 2007 ha ricevuto la Golden Camera per il suo impegno ambientale.
Nel 2019 Brosnan ha elogiato l’attivista svedese Greta Thunberg, definendola "un esempio per noi tutti". Allo stesso tempo, ha criticato Donald Trump che nega il cambiamento climatico.

## Filmografia

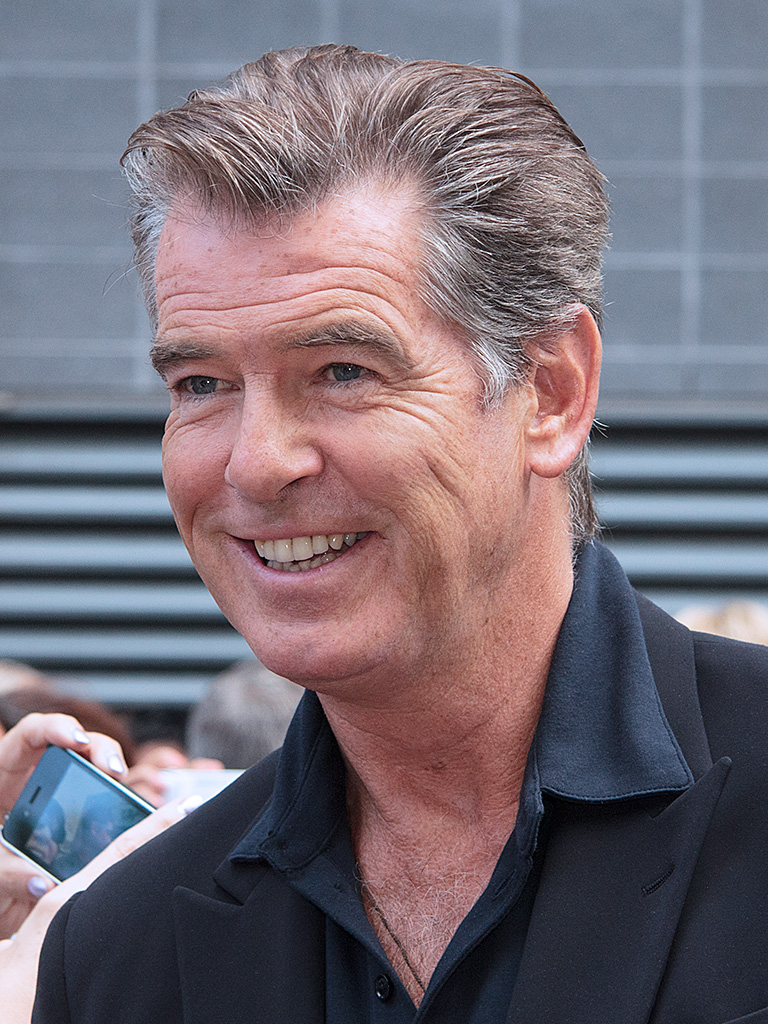
Pierce Brosnan al Toronto International Film Festival 2013

### Attore

#### Cinema
- Quel lungo venerdì santo (The Long Good Friday), regia di John Mackenzie (1979)
- Assassinio allo specchio (The mirror crack'd), regia di Guy Hamilton (1980)
- Nomads, regia di John McTiernan (1986)
- Taffin, regia di Francis Megahy (1987)
- Quarto protocollo (The Fourth Protocol), regia di John Mackenzie (1987)
- Sul filo dell'inganno (The Deceivers), regia di Nicholas Meyer (1988)
- Mister Johnson, regia di Bruce Beresford (1990)
- Il tagliaerbe (The Lawnmower Man), regia di Brett Leonard (1992)
- I dinamitardi (Live Wire), regia di Christian Duguay (1992)
- Rendez-vous con la morte (Entangled), regia di Max Fischer (1993)
- Mrs. Doubtfire - Mammo per sempre (Mrs. Doubtfire), regia di Chris Columbus (1993)
- Love Affair - Un grande amore (Love Affair), regia di Glenn Gordon Caron (1994)
- GoldenEye, regia di Martin Campbell (1995)
- Mars Attacks!, regia di Tim Burton (1996)
- L'amore ha due facce (The Mirror Has Two Faces), regia di Barbra Streisand (1996)
- Dante's Peak - La furia della montagna (Dante's Peak), regia di Roger Donaldson (1997)
- Robinson Crusoe, regia di Rod Hardy e George Trumbull Miller (1997)
- Il domani non muore mai (Tomorrow Never Dies), regia di Roger Spottiswoode (1997)
- The Nephew, regia di Eugene Brady (1998)
- Grey Owl - Gufo grigio (Grey Owl), regia di Richard Attenborough (1999)
- Il mondo non basta (The World Is Not Enough), regia di Michael Apted (1999)
- Gioco a due (The Thomas Crown Affair), regia di John McTiernan (1999)
- Il sarto di Panama (The Tailor of Panama), regia di John Boorman (2001)
- La morte può attendere (Die Another Day), regia di Lee Tamahori (2002)
- Evelyn, regia di Bruce Beresford (2002)
- Laws of Attraction - Matrimonio in appello (Laws of Attraction), regia di Peter Howitt (2004)
- After the Sunset, regia di Brett Ratner (2004)
- The Matador, regia di Richard Shepard (2005)
- Caccia spietata (Seraphim Falls), regia di David Von Ancken (2006)
- Shattered - Gioco mortale (Butterfly on a Wheel), regia di Mike Barker (2007)
- Arsenico e vecchi confetti (Married Life), regia di Ira Sachs (2007)
- Mamma Mia!, regia di Phyllida Lloyd (2008)
- Gli ostacoli del cuore (The Greatest), regia di Shana Feste (2009)
- L'uomo nell'ombra (The Ghost Writer), regia di Roman Polański (2010)
- Percy Jackson e gli dei dell'Olimpo - Il ladro di fulmini (Percy Jackson & the Olympians: The Lightning Thief), regia di Chris Columbus (2010)
- Remember Me, regia di Allen Coulter (2010)
- Salvation Boulevard, regia di George Ratliff (2011)
- Ma come fa a far tutto? (I Don't Know How She Does It), regia di Douglas McGrath (2011)
- Love Is All You Need (Den skaldede frisør), regia di Susanne Bier (2012)
- La fine del mondo (The World's End), regia di Edgar Wright (2013) - cameo non accreditato
- Non buttiamoci giù (A Long Way Down), regia di Pascal Chaumeil (2014)
- Colpo d'amore (The Love Punch), regia di Joel Hopkins (2014)
- The November Man, regia di Roger Donaldson (2014)
- Il fidanzato di mia sorella (Some Kind of Beautiful), regia di Tom Vaughan (2014)
- Survivor, regia di James McTeigue (2015)
- No Escape - Colpo di stato (No Escape), regia di John Erick Dowdle (2015)
- A Christmas Star, regia di Richard Elson (2015)
- Urge, regia di Aaron Kaufman (2016)
- I.T. - Una mente pericolosa (I.T.), regia di John Moore (2016)
- The Foreigner, regia di Martin Campbell (2017)
- The Only Living Boy in New York, regia di Marc Webb (2017)
- Mamma Mia! Ci risiamo (Mamma Mia! Here We Go Again), regia di Ol Parker (2018)
- Spinning Man - Doppia colpa (Spinning Man), regia di Simon Kaijser (2018)
- Final Score, regia di Scott Mann (2018)
- Eurovision Song Contest - La storia dei Fire Saga (Eurovision Song Contest: The Story of Fire Saga), regia di David Dobkin (2020)
- The Misfits, regia di Renny Harlin (2021)
- Cenerentola (Cinderella) , regia di Kay Cannon (2021)
- The King's Daughter, regia di Sean McNamara (2022)
- Black Adam, regia di Jaume Collet-Serra (2022)
- The Out-Laws - Suoceri fuorilegge (The Out-Laws) , regia di Tyler Spindel (2023)
- The Last Rifleman - Ritorno in Normandia (The Last Rifleman), regia di Terry Loane (2023)
- Four Letters of Love, regia di Polly Steele (2024)
- Black Bag - Doppio gioco (Black Bag), regia di Steven Soderbergh (2025)
- Il club dei delitti del giovedì (The Thursday Murder Club), regia di Chris Columbus (2025)

#### Televisione
- Murphy's Stroke, regia di Frank Cvitanovich – film TV (1979)
- Racconti del brivido (Hammer House of Horror) – serie TV, 1 episodio (1980)
- I Manion (Manions of America), regia di Charles S. Dubin e Joseph Sargent – miniserie TV (1981)
- Nancy Astor, regia di Richard Stroud – miniserie TV (1982)
- Mai dire sì (Remington Steele) – serie TV, 94 episodi (1982-1987)
- Il re di Hong Kong (Noble House), regia di Gary Nelson – miniserie TV (1988)
- Il giro del mondo in 80 giorni (Around the World in 80 Days), regia di Buzz Kulik – miniserie TV (1989)
- Gioco sporco (The Heist), regia di Stuart Orme – film TV (1989)
- Compito in classe - Un delitto perfetto (Murder 101), regia di Bill Condon – film TV (1991)
- Vittima d'amore (Victim of Love), regia di Jerry London – film TV (1991)
- Running Wilde, regia di Mark Tinker – film TV (1992)
- Death Train, regia di David Jackson – film TV (1993)
- La catena spezzata (The Broken Chain), regia di Lamont Johnson – film TV (1993)
- In viaggio col nemico (Don't Talk to Strangers), regia di Robert Michael Lewis – film TV (1994)
- Operazione Rembrandt (Night Watch), regia di David Jackson – film TV (1995)
- Heritage Minute – serie TV, 2 episodi (1998)
- Mucchio d'ossa (Bag of Bones), regia di Mick Garris – miniserie TV (2011)
- The Son - Il figlio (The Son) – serie TV, 20 episodi (2017-2019)
- The Great Lillian Hall, regia di Michael Cristofer – film TV (2024)
- MobLand – serie TV (2025)

### Doppiatore
- La spada magica - Alla ricerca di Camelot, regia di Frederik Du Chau (1998)
- I Simpson – serie TV, 1 episodio (2001)
- James Bond 007: Nightfire - videogioco (2002)
- James Bond 007: Everything or Nothing - videogioco (2003)
- Profondo Blu – documentario (2003)
- La grande finale – documentario (2006)
- Il trenino Thomas - La grande scoperta, regia di Steve Asquith (2008)
- La vita negli oceani (Océans) – documentario (2010)
- The Pig on the Hill, regia di Jamy Wheless, John Helms e Jamy Wheless – cortometraggio (2018)

### Produttore
- The Nephew, regia di Eugene Brady (1998)
- Gioco a due (The Thomas Crown Affair), regia di John McTiernan (1999)
- The Match, regia di Mick Davis (1999)
- Evelyn, regia di Bruce Beresford (2002)
- Laws of Attraction - Matrimonio in appello (Laws of Attraction), regia di Peter Howitt (2004)
- The Matador, regia di Richard Shepard (2005)
- Shattered - Gioco mortale (Butterfly on a Wheel), regia di Mike Barker (2007)
- Gli ostacoli del cuore (The Greatest), regia di Shana Feste (2009)

## Riconoscimenti
- Blockbuster Entertainment Awards
  - 2000 – Miglior attore in un film drammatico/romantico per Gioco a due

- Saturn Award
  - 1998 – Miglior attore per 007 - Il domani non muore mai

## Doppiatori italiani
Nelle versioni in italiano delle opere in cui ha recitato, Pierce Brosnan è stato doppiato da:
- Luca Ward in Sul filo dell'inganno, GoldenEye, Operazione Rembrandt, L'amore ha due facce, Dante's Peak - La furia della montagna, Il domani non muore mai, Grey Owl - Gufo grigio, Il mondo non basta, Gioco a due, Il sarto di Panama, La morte può attendere, Evelyn, Laws of Attraction - Matrimonio in appello, After the Sunset, The Matador, Caccia spietata, Shattered - Gioco mortale, Gli ostacoli del cuore, L'uomo nell'ombra, Percy Jackson e gli dei dell'Olimpo - Il ladro di fulmini, Ma come fa a far tutto?, Mucchio d'ossa, Love Is All You Need, La fine del mondo, Colpo d'amore, Non buttiamoci giù, The November Man, Il fidanzato di mia sorella, Survivor, No Escape - Colpo di stato, Urge, I.T. - Una mente pericolosa, The Son - Il figlio, Mamma Mia! Ci risiamo, Spinning Man - Doppia colpa, Final Score, Eurovision Song Contest - La storia dei Fire Saga, The Misfits, Cenerentola, Black Adam, The Out-Laws - Suoceri fuorilegge, The Last Rifleman - Ritorno in Normandia, Black Bag - Doppio gioco, Il club dei delitti del giovedì, MobLand
- Agostino De Berti in Mai dire sì, Il re di Hong Kong, Gioco sporco, Compito in classe - Un delitto perfetto
- Gino La Monica in Mister Johnson, Mars Attacks!
- Francesco Prando ne I dinamitardi, Mamma Mia!
- Michele Gammino in Love Affair - Un grande amore, The Foreigner
- Carlo Marini in Nomads
- Claudio De Angelis in Taffin
- Roberto Pedicini in Quarto protocollo
- Massimo Lodolo ne Il giro del mondo in 80 giorni
- Claudio Beccari in Dubbio d'amore
- Mauro Gravina ne Il tagliaerbe
- Angelo Maggi in Rendez-vous con la morte
- Tonino Accolla in Mrs. Doubtfire - Mammo per sempre
- Luciano Marchitiello in Death Train
- Antonio Sanna in Robinson Crusoe
- Fabrizio Pucci in Arsenico e vecchi confetti
- Mario Cordova in Remember Me

Da doppiatore è sostituito da:
- Giorgio Bonino ne Il trenino Thomas
- Luca Ward ne I Simpson
- Francesco Prando ne La spada magica - Alla ricerca di Camelot
- Roberta Paladini in Profondo blu
- Michele Gammino ne La grande finale
- Neri Marcorè ne La vita negli oceani
- Luca Zingaretti ne La grande finale (ridoppiaggio)